# (706) Hirundo
(706) Hirundo es un asteroide perteneciente al cinturón de asteroides descubierto el 9 de octubre de 1910 por Joseph Helffrich desde el observatorio de Heidelberg-Königstuhl, Alemania.
Está nombrado por la palabra que designa el género de las golondrinas.